# Норрчепінг (аеропорт)
Аеропорт Норрчепінг (швед. Norrköping-Kungsängens flygplats (IATA: NRK, ICAO: ESSP)) — аеропорт, розташований приблизно за 3 км від центру міста Норрчепінг, Швеція. 
У 2019 році він перевіз 103 298 пасажирів.

## Історія
Аеропорт був заснований у 1934 році та є найстарішим цивільним аеропортом Швеції, який все ще працює. Першим в аеропорту приземлився літак голландської авіакомпанії KLM. Найбільша кількість пасажирів була у 1980-х роках, і з того часу кількість пасажирів зменшилася. 
Сполучення зі Стокгольмом було закрито у 2001 році через покращення сполучення автомагістралями зі Стокгольмом і залізничним сполученням з Арландою (тому пасажири, які планували летіти з Арланди, могли скористатися потягом замість дорогого авіасполучення). 15 травня 2006 року муніципалітет Норрчепінгу перебрав аеропорт. У 2006 році в аеропорту розташувалася данська авіакомпанія Cimber Sterling, що сприяло збільшенню кількості мандрівників, що подорожують через аеропорт. Однак у зв'язку з фінансовою кризою 2009 року компанія почала скорочувати кількість рейсів з/в Норчепінг. 23 жовтня 2009 року рейс до Мюнхена було припинено. Причиною закриття стало те, що Lufthansa та Cimber Sterling припинили співпрацю.
Влітку 2012 року організатор чартерних рейсів Fritidsresor спільно з данською чартерною авіакомпанією JetTime здійснили великі стратегічні інвестиції в аеропорт, відкривши три нові напрямки в Бодрум, Ларнаку та Самос, а також збільшивши кількість місць на існуючих маршрутах. Завдяки інвестиціям аеропорт Norrköping-Kungsängens став четвертим за величиною країни за обсягом чартерних перевезень. Протягом короткого часу Ryanair літав за напрямком Норчепінг-Аліканте. Попри те, що місцева преса повідомляла про хороше завантаження, лінію незабаром було закрито. 3 травня 2012 року Cimber Sterling збанкрутувала, і всі рейси були скасовані. Рейси до Копенгагена перейшли до Skyways з 7 травня по 22 травня, коли Skyways також збанкрутувала.
Рейси до Копенгагена з NextJet були припинені 28 січня 2013 року.

## Авіалінії та напрямки
| Авіакомпанія                    | Пункт призначення                                                              |
| ------------------------------- | ------------------------------------------------------------------------------ |
| BRA Braathens Regional Airlines | Сезонний: Вісбю                                                                |
| Freebird Airlines               | Сезонний чартер: Анталія                                                       |
| Pegasus Airlines                | Сезонно: Анталія                                                               |
| TUI fly Nordic                  | Сезонний чартер: Ханья, Гран-Канарія, Ларнака, Пальма-де-Майорка, Родос, Спліт |

## Пасажирообіг
Див. джерело запитів Вікіданих та джерела.